# Jewhen Kaczałowski
Jewhen Wiktorowycz Kaczałowski (ukr. Євген Вікторович Качаловський; ros. Евгений Викторович Качаловский, ur. 20 marca 1926, zm. 28 września 2011 w Kijowie) – radziecki działacz państwowy i partyjny.

## Życiorys
Od 1947 należał do WKP(b), w 1948 ukończył Dniepropietrowski Instytut Inżynierów Transportu Kolejowego, pracował w przedsiębiorstwach transportu kolejowego obwodu dniepropetrowskiego. W latach 1967–1970 przewodniczący Komitetu Wykonawczego Rady Miejskiej Dniepropetrowska, 1970–1974 I sekretarz Komitetu Miejskiego KPU w Dniepropetrowsku, 1974–1976 II sekretarz Dniepropetrowskiego Komitetu Obwodowego KPU. Od 29 czerwca 1976 do 4 lutego 1983 I sekretarz Komitetu Obwodowego KPU w Dniepropetrowsku, 1983–1990 I zastępca przewodniczącego Rady Ministrów Ukraińskiej SRR, następnie na emeryturze. W latach 1981–1990 członek KC KPZR. Deputowany do Rady Najwyższej ZSRR 10. i 11. kadencji. Deputowany ludowy ZSRR.